# Teheran (stacja kolejowa)
Teheran – stacja kolejowa w Teheranie, w Iranie. Jest największą stacją kolejową w kraju. Znajduje się tu 10 peronów.